# Немыльня (река)
Немы́льня (укр. Неми́льня, бел. Нямы́льня) — левый приток Сожа, протекающий по Гомельскому (Гомельская область, Беларусь) и Черниговскому (бывшему Репкинскому) районам (Черниговская область, Украина).

## География
Длина — 33 км. Площадь водосборного бассейна — 380 км². Средний наклон водной поверхности — 1 м/км. Расход воды в устье — около 1,4 м³/с.
Река Немыльня берёт начало на болоте восточнее пгт Добрянка (бывший Репкинский район, ныне Черниговский район) и деревни Поддобрянка (Гомельский район) на границе Украины и Беларуси. Река течёт в нижнем течении на северо-запад и служит государственной границей, затем — на запад (Беларусь) и юго-запад (Украина). Восточнее деревни Лядцы реку пересекает ж/д линия Чернигов—Гомель. Немыльня впадает в Сож с левой стороны на 23 км северо-западнее села Новая Папирня (Репкинский район). Русло реки в нижнем течении (село Новые Ярыловичи) находится на высоте 114,3 м над уровнем моря, в верхнем течении (между Добрянкой и Поддобрянкой) — 135,7 м.
Русло умеренно-извилистое (меандрированное). Долина в среднем течении трапециевидная, на остальном протяжении невыраженная. Пойма в значительной степени занята лугами и заболоченными участками, её ширина составляет 300—500 м. Ширина реки в межень составляет 10—15 м. Русло в верховьях частично канализовано.
Река протекает по лесу (доминирование сосны), в верховье — заболоченному массиву.
У деревни Дикаловка создан пруд.
Притоки:
- левые Струпов, Быковка
- правые Лубянка, Аткильня

Населённые пункты на реке (от истока до устья):
- пгт Добрянка (Репкинский район)
- Поддобрянка (Гомельский район)

Гомельский район
- Лядцы
- Диколовка
- Кравцовка
- Семёновка

Репкинский район
- Киселёвка
- Новые Ярыловичи
- Новая Папирня